# Abderrahmane El Khatib
 (novembre 2024).
Si vous disposez d'ouvrages ou d'articles de référence ou si vous connaissez des sites web de qualité traitant du thème abordé ici, merci de compléter l'article en donnant les références utiles à sa vérifiabilité et en les liant à la section « Notes et références ».
Pour les articles homonymes, voir Khatib.
Abderrahmane El Khatib, né le 4 octobre 1918 et mort le 9 février 2006, est un homme politique marocain. Il a été ministre de l’Intérieur dans le gouvernement Ahmed Bahnini et a aussi été président du Wydad Athletic Club de 1949 à 1956. Lors du remaniement du 20 août 1964, il est nommé ministre de la Jeunesse et des Sports (le premier à ce poste ministériel).